# Gorath
Gorath (妖星ゴラス?, Yosei Gorasu) è un film del 1962 diretto da Ishirō Honda.

## Trama
Un laboratorio costruito per salvare la Terra dalla distruzione della meteora Gorath viene minacciato da Maguma, un mostro dell'Antartide simile ad un tricheco.